# Carpathian Forest
Carpathian Forest est un groupe de black metal norvégien, originaire de Sandnes, dans le Comté de Rogaland. Le groupe possède un style qu'il qualifie de « misanthropic black metal ».

## Biographie
Le groupe est formé en 1990 sous le nom de Enthrone, par Roger « Nättefrost » Rasmussen et J. Nordavind. Nättefrost, officiant par ailleurs dans un projet solo, développe depuis toujours un goût pour la provocation, que ce soit dans les visuels d'albums (mélangeant nudité, sadomasochisme, scènes sanglantes, port d'armes -avec un sens du second degré certain) ou sur scène (le concert de la tournée mise en vidéo dans le DVD We're Going to Hollywood for This comportait, notamment, des danses de femmes obèses et âgées mais surtout nues). Les autres musiciens participent également à cette provocation sur scène, le bassiste, par exemple, s'affichant dénudés.
Depuis la sortie de l'album Bloodlust and Perversion, en 1992, et le promo de 1993, Journey Through the Cold Moors of Svarttjern, Carpathian Forest demeure un groupe culte aux yeux des amateurs de black metal norvégien, tout comme leurs voisins, Darkthrone, Satyricon ou encore Burzum.
En 2001, Nordavind quitte Carpathian Forest, pendant l'enregistrement de leur troisième album, Morbid Fascination of Death. L'année suivante, 2002, sort la compilation We're Going to Hell for This: Over a Decade of Perversions pour célébrer les 10 années d'existence du groupe sous le nom de Carpathian Forest. Leur quatrième album, Defending the Throne of Evil, est publié en 2003 au label Season of Mist. À la fin de 2003, le groupe est rejoint par Gøran « Blood Pervertor » Bomann. 2004 assiste à la sortie de leur DVD live, We're Going to Hollywood for This, et un album comprenant de vieilles chansons de Carpathian Forest, intitulé Skjend Hans Lik,.
Carpathian Forest publie l'album Fuck You All!!!! Caput tuum in ano est, le 27 juin 2006,, qui marque un retour du groupe au blackened thrash metal. Le groupe participe au Inferno Festival de 2009, et confirme un futur nouvel album. Le groupe devient inactif en 2009 et reprend ses activités vers 2012 dans plusieurs festivals en Europe. Le groupe est annoncé au Maryland Deathfest le 26 mai 2013, mais leur apparition est annulée à cause d'un problème de passeport.
Le 4 juillet 2014, Tchort et Blood Pervertor annoncent leur départ de Carpathian Forest, et la formation d'un nouveau groupe appelé The 3rd Attempt.

## Style musical et image
Le groupe affiche une image provocante et s'attire les foudres de nombreux mouvements, qu'ils soient catholiques ou féministes. Les thèmes abordés dans les albums incluent satanisme, anti-christianisme, ou dépravation sexuelle. L'ambiance créée varie dans chacun d'eux. Si les premiers albums sont résolument portés sur une atmosphère noire et mélancolique, les suivants sont plus rapides et dotés d'une énergie punk.

## Membres

### Membres actuels
- Roger Rasmussen (Nättefrost) - chant (depuis 1990)
- Daniel Vrangsinn - basse, synthétiseur (depuis 1999)
- Anders Kobro - batterie (depuis 1999)

### Anciens membres
- Lars Are Nedland - batterie, percussions (1990-1998, rejoint Borknagar)
- Johnny Krøvel (Nordavind) - guitare, synthétiseur, chant (1990-2001)
- Lord Blackmangler - batterie (1992)
- Damnatus - basse (1992–1993)
- Terje Vik Schei (Tchort) - guitare (1999–2009, 2012–2014)
- Gøran Bomann (Blood Pervertor) - guitare (2003–2014)

### Membres de session
- Grimm - basse (1993)
- Svein H. Kleppe - batterie, percussions (1995)
- John M. Harr - guitare basse, basse (1995)
- Arvid Thorsen (Mötorsen) - saxophone (2000–2003)
- Nina Hex - chœurs féminins (2000–2001)

## Discographie

### Albums studio
- 1998 : Black Shining Leather
- 2000 : Strange Old Brew
- 2001 : Morbid Fascination of Death
- 2003 : Defending the Throne of Evil
- 2006 : Fuck You All!!!! Caput tuum in ano est

### Démos
- 1992 : Bloodlust and Perversion
- 1993 : Journey through the Cold Moors of Svarttjern
- 1995 : Through Chasm, Caves and Titan Woods

### Compilations et lives
- 1997 : Bloodlust and Perversion
- 2002 : We're Going to Hell for This
- 2004 : Skjend Hans Lik
- 2004 : We're Going to Hollywood for This - Live Perversions